# Live at Massey Hall 1971
Live at Massey Hall 1971 är ett livealbum av Neil Young utgivet i mars 2007 som en del av Archives Performance Series. Det innehåller ett akustiskt soloframträdande i Massey Hall i Toronto från den 19 januari 1971. Bland låtarna återfinns många från den då ännu inte utgivna Harvest.
Albumet nådde som bäst sjätte plats på Billboard 200.

## Låtlista
Samtliga låtar skrivna av Neil Young.
1. "On the Way Home" - 3:42
2. "Tell Me Why" - 2:29
3. "Old Man" - 4:57
4. "Journey Through the Past" - 4:15
5. "Helpless" - 4:16
6. "Love in Mind" - 2:47
7. "A Man Needs a Maid / Heart of Gold Suite" - 6:39
8. "Cowgirl in the Sand" - 3:45
9. "Don't Let It Bring You Down" - 2:46
10. "There's a World" - 3:33
11. "Bad Fog of Loneliness" - 3:27
12. "The Needle and the Damage Done" - 3:55
13. "Ohio" - 3:40
14. "See the Sky About to Rain" - 4:05
15. "Down by the River" - 4:08
16. "Dance Dance Dance" - 5:48
17. "I Am a Child" - 3:19